# Clifton Jones
Pour les articles homonymes, voir Jones.
Clifton Jones est un acteur britannique né le 26 juillet 1937 en Jamaïque et mort le 4 juin 2025 à Londres.
Il est connu du grand public principalement pour son rôle de David Kano, l’officier informatique dans la série Cosmos 1999.

## Filmographie

### Cinéma
- 1994 : Lune rouge : Docteur Ocampo
- 1984 : Sheena, reine de la jungle : Roi Jabalani
- 1984 : London Conspiracy : Docteur Kibu
- 1974 : The Great McGonagall : Roi Theebaw, Policier, Huissier de justice, assistant de M. Stewart, un Chef zoulou, un voleur, Fop
- 1972 : Innocent Bystanders (en) : Hetherton
- 1968 : Joanna : un détective
- 1968 : Decline and Fall... of a Birdwatcher : Chokey
- 1968 : Trio d'escrocs (Only When I Larf) : général Sakut
- 1966 : The Portsmouth Defence : Pius Odinga
- 1965 : Orlando : Nelson
- 1963 : Hôtel international (The V.I.P.s) : un passager jamaïcain
- 1959 : Life in Emergency Ward 10

### Télévision
- Star Trek : La Nouvelle Génération (Star Trek: The Next Generation) : Enseigne Craig (2 épisodes, 1991) :
- Buccaneer : John Gabole (1 épisode, 1980)
- Breakaway (1 épisode, 1980)
- Ike : Sergent Hunt (1979)
- Les Professionnels (The Professionals) : Abraham St. Jacques (2 épisodes, 1978-1979)
- Agony : Docteur John Strong (1 épisode, 1979)
- 1990 : Henry Tasker (2 épisodes, 1977)
- Survivors : Docteur Adams (1 épisode, 1977)
- Hunter's Walk : DS Gladstone (1 épisode, 1976)
- Cosmos 1999 (Space: 1999) : David Kano (23 épisodes, 1975-1976)
- Alien Attack (Alien Attack) : David Kano (1976)
- Journey Through the Black Sun : David Kano (1976)
- Softly Softly : Inspecteur Wallace (1 épisode, 1975)
- Quiller : Arnold Hollyoak (1 épisode, 1975)
- Play of the Month : Cacambo (1 épisode, 1973)
- Doctor in Charge : Docteur Ferguson (1 épisode, 1972)
- The Onedin Line : Fremasi (1 épisode, 1972)
- Father Dear Father : Larry (1972), Andrew (1968)
- Jason King (Jason King) : Sebastian (1 épisode, 1971)
- Trial : Milton (1 épisode, 1971)
- Amicalement vôtre (The Persuaders) : Un Rôle en Or (Greensleeves), de David Greene : Dr. Kibu (1970)
- Menace : Lusaka (1 épisode, 1970)
- Thirty-Minute Theatre (2 épisodes, 1969-1970)
- The Troubleshooters : un ministre (2 épisodes, 1969-1970)
- Z-Cars : Nogan (2 épisodes, 1970)
- Theatre 625 : un conseiller du procureur (1 épisode, 1968)
- L'Homme à la valise (Man in a Suitcase) : Caporal Silinga (1 épisode, 1968)
- Rainbow City : George Maynard (1 épisode, 1967)
- Destination Danger (Danger Man) : lieutenant Labaste (2 épisodes, 1965)
- Public Eye : Paul Obukwe (1 épisode, 1965)
- Catch Hand : Foster (1 épisode, 1964)
- No Hiding Place : Snowy Buer (1 épisode, 1964)
- First Night : Jethro (1 épisode, 1963)
- Studio Four : un homme (1 épisode, 1962)
- Dixon of Dock Green : Nikuma Okonoye (1 épisode, 1962)

### Voix Off
- Watership Down : Blackavar (1978)